# Ceanothus cyaneus
Ceanothus cyaneus là một loài thực vật có hoa trong họ Táo. Loài này được Eastw. mô tả khoa học đầu tiên năm 1927.

## Hình ảnh

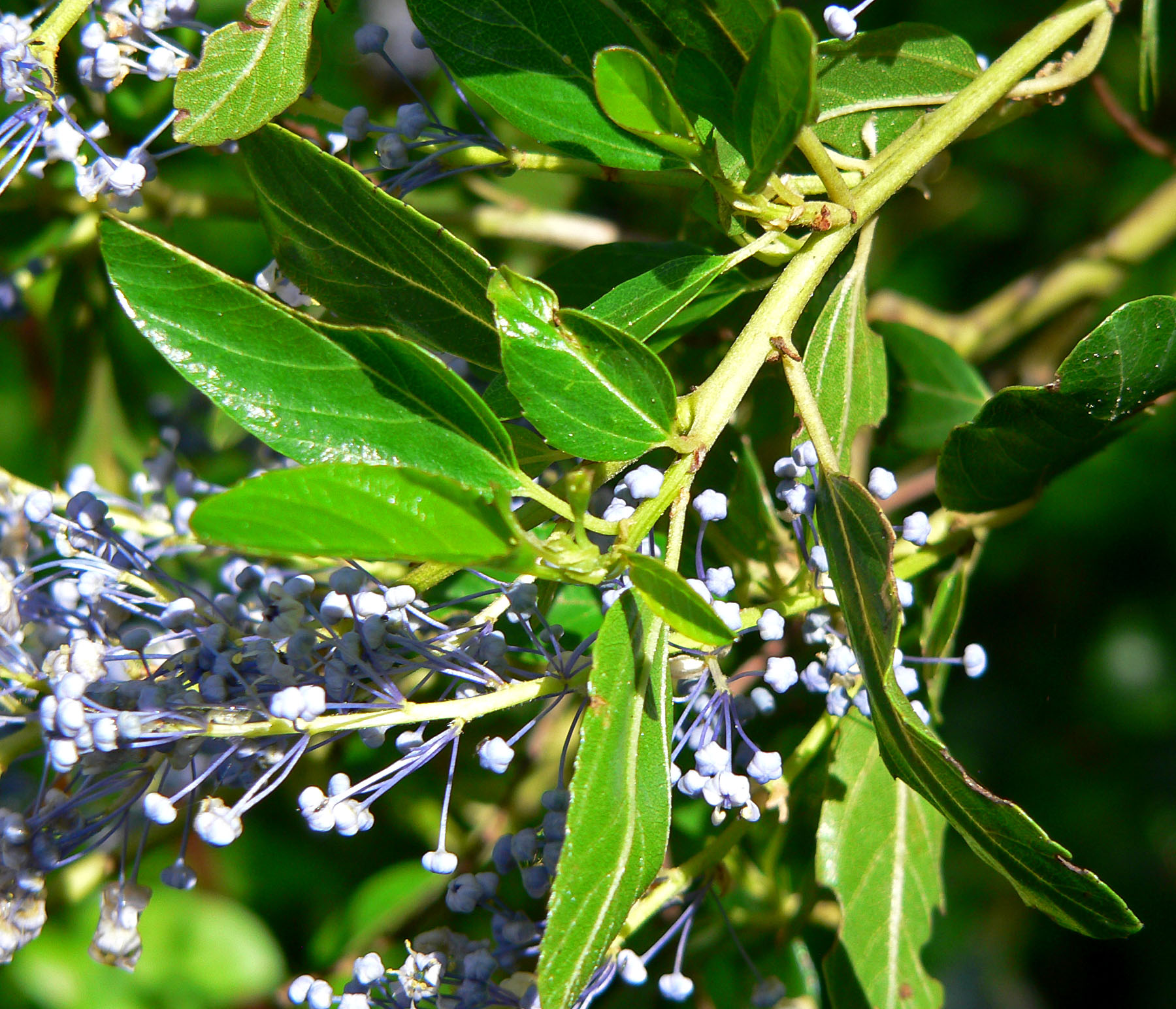
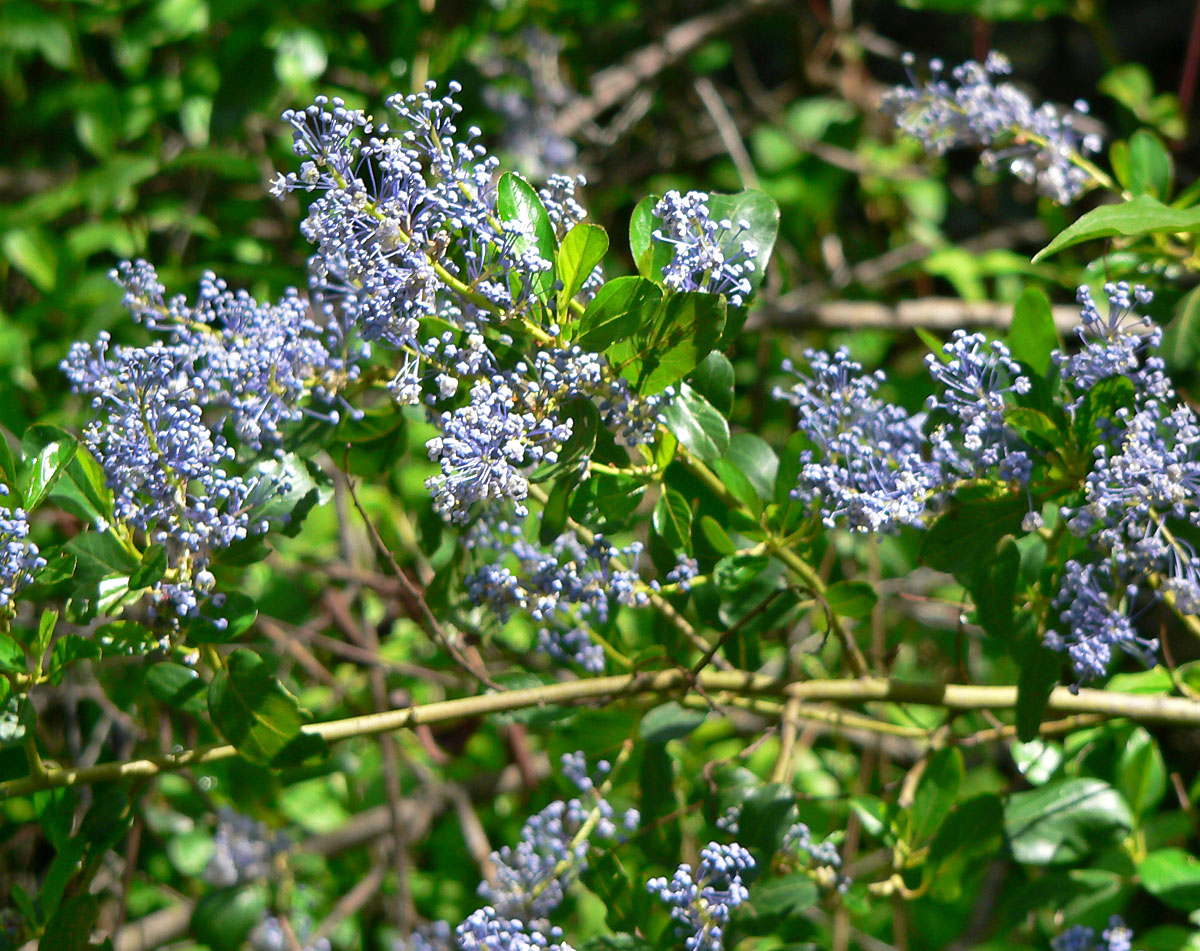